# Haversham Hall
Haversham Hall foi uma série não aprovada pelos executivos do Disney Channel e que nunca foi ao ar. Tinha como estrelas a dupla pop Aly & AJ.

## Sinopse
Hope Mason é uma menina pobre que desconhece a existência de uma irmã, Samantha Teller,que é rica e mimada, mas possui uma família desestruturada. As duas acabam por se tornar colegas de quarto, sem que nenhuma delas saiba que são irmãs. As duas "amigas" então tentam descobrir o segredo misterioso de Haversham Hall, e desmascarar os planos da diretora.

## Elenco
- Alyson Michalka como Hope Mason
- Amanda Michalka como Sam Tillar
- Mindy Sterling como Diretora Moira Grodnickel
- Levi Ogner como C.K. Mandish
- Jeff Braine como Jean-Claude Sobriquet
- Juliette Goglia como Becca Clavish
- Aaron Grady como Max Warble
- Darnell Suttles como Chef Blecch

## Curiosidades
- Em 19 de agosto de 2006, o Disney Channel exibiu o episódio piloto, e embora a série não tenha sido renovada para uma temporada completa, existe uma boa chance de que se torne um Disney Channel Original Movie.